# GarageBand
GarageBand - komputerowy program muzyczny, element multimedialnego pakietu iLife firmy Apple.
Jest przeznaczony do komputerów Macintosh, trafił do sprzedaży w 2004 r. W działaniu i obsłudze przypomina program przeznaczony dla komputerów z systemem operacyjnym Windows - Sonic Foundry Acid. Jego głównym zadaniem jest tworzenie muzyki z loopów, stworzonych samodzielnie lub zakupionych w bibliotekach. Dokładniejszy opis programu można znaleźć w magazynie "Estrada i Studio" z października 2004 r.